# Michel Malo
Michel Malo (ur. 24 marca 1938 w Maroantsetra) – madagaskarski duchowny rzymskokatolicki, w latach 1998-2013 arcybiskup Antsiranana.

## Życiorys
Święcenia kapłańskie przyjął 15 sierpnia 1971. 1 września 1988 został prekonizowany biskupem pomocniczym Majunga ze stolicą tytularną Croae. Sakrę biskupią otrzymał 11 grudnia 1988. 18 października 1983 został mianowany biskupem pomocniczym Antsiranana, a 29 marca 1996 ordynariuszem diecezji Mahajanga. 28 listopada 1998 został mianowany arcybiskupem Antsiranana. 27 listopada 2013 przeszedł na emeryturę.